# Куркумбал (Новоторъяльский район)
Куркумбал (мар. Курыкӱмбал) — деревня в Новоторъяльском районе Республики Марий Эл. Входит в состав Староторъяльского сельского поселения.

## География
Находится в северо-восточной части республики Марий Эл на расстоянии приблизительно 7 км по прямой на юг от районного центра поселка Новый Торъял.

## История
Известна с 1917 года, когда здесь числилось 12 дворов. В 1925 году в деревне проживали 219 человек, в том числе 152 мари, 67 русских. В 1970 году здесь проживали 65 человек, в основном, мари. В 1980 году в 12 домах проживали 54 человека. В 1999 году в деревне осталось 9 дворов. В советское время работал колхоз «Пистер».

## Население
Население составляло 16 человек (мари 69 %) в 2002 году, 20 в 2010.